# 以色列—卡塔爾關係
以卡关系是指以色列与卡塔尔之间具有历史意义和现实意义的双边关系。1996年，卡塔尔与以色列建立了贸易关系。

## 外交关系
当卡塔尔获得2022年世界杯主办权时，他们表示，如果以色列获得参赛资格，他们将被允许参加比赛。
卡塔尔国家奥林匹克委员会和以色列共同资助了位于以色列加利利地区的阿拉伯城市薩赫寧的多哈体育场。该体育场以卡塔尔城市多哈命名。卡塔尔的参与是为了表明两国之间的关系是和平的，并具有共同利益。
在2008-2009年以色列-加沙冲突之后，卡塔尔主办了阿拉伯国家和伊朗的紧急会议，讨论冲突。与法塔赫控制的西岸巴勒斯坦权力机构相反，加沙的哈马斯政府代表着巴勒斯坦人，这削弱了对巴勒斯坦总统马哈茂德·阿巴斯的支持。哈马斯领导人哈立德·马沙尔、叙利亚总统巴沙尔·阿萨德和伊朗总统艾哈迈迪内贾德敦促所有阿拉伯国家切断与以色列的任何剩余联系。
据报道，2013年，卡塔尔协助以色列将一群也门犹太人带到以色列。这一说法是黎巴嫩方面提出的。根据消息来源，60名逃离也门的犹太人获准从多哈转机前往以色列。
2013年4月30日，卡塔尔总理谢赫哈马德·本·贾西姆·阿勒萨尼表示，与巴勒斯坦的最终地位协议可能涉及土地交换，而不是坚持1967年的边界。以色列司法部长利夫尼说:“这是一个非常积极的消息。在这个纷乱的世界里……它可能会让巴勒斯坦人进入这个房间，做出必要的妥协，并向以色列公众发出一个信息，那就是这不仅仅关乎我们和巴勒斯坦人，这更是阿拉伯国家的战略选择”。
以色列领导人严厉批评卡塔尔在“保护边缘行动”之后对哈马斯的外交和财政支持，指责卡塔尔是恐怖主义的主要支持者。甚至以色列的外交部长阿维格多·利伯曼呼吁驱逐来自卡塔尔半岛电视台记者。
据报道，2015年3月9日，卡塔尔驻加沙大使寻求以色列直接批准向加沙地带进口建筑材料，此前埃及拒绝让卡塔尔代表团通过拉法赫过境点。巴勒斯坦权力机构和法塔赫猛烈抨击卡塔尔，谴责他们与以色列进行直接沟通的努力。政治分析家兼作家Jihad Harb声称，卡塔尔“可能会充当加沙和以色列之间的调解人，从而取代巴勒斯坦权力机构和埃及的角色。”
2015年6月，卡塔尔政府促成了以色列和哈马斯在多哈的谈判，讨论双方可能的五年停火。
2017年6月，以色列在2017年卡塔尔外交危机中支持沙特领导的阿拉伯国家集团反对卡塔尔，并宣布将卡塔尔国家电视台半岛电视台驱逐出以色列。据作家Salem Al Ketbi说，在20世纪末，卡塔尔抵制了一些寻求与以色列实现和平与关系正常化的国家。

### 外交访问
尽管卡塔尔支持哈马斯，但以色列领导人仍与这个酋长国保持着直接联系。2007年1月，前总统西蒙·佩雷斯在担任副总理的最后几个月高调访问了首都多哈。佩雷斯还于1996年访问了卡塔尔，当时他在那里成立了新的以色列贸易局。
2008年1月，以色列国防部长巴拉克在瑞士世界经济论坛上会见了卡塔尔前总理阿勒萨尼。到目前为止，以色列一直对秘密会谈的存在守口如瓶。
2008年，以色列外交部长齐皮·利夫尼在联合国会议上会见了卡塔尔埃米尔。2008年4月，她访问了卡塔尔，参加了一个会议，并会见了埃米尔、总理和石油和天然气部长。

## 经济关系
卡塔尔在1996年与以色列建立了贸易关系。2000年，以色列在卡塔尔的贸易办事处被当局关闭。
2009年，在“铸铅行动”之后，卡塔尔永久切断了与以色列的贸易关系。2010年,卡塔尔两次提出要恢复与以色列的贸易关系,并允许恢复以色列驻多哈,条件是以色列允许卡塔尔向加沙地带的建筑材料和金钱来帮助修复基础设施,和以色列公开声明表示赞赏卡塔尔的角色和承认其在中东的调停作用。以色列拒绝了，理由是卡塔尔的物资可能被哈马斯用来建造掩体和加固阵地，从那里向以色列的城镇发射火箭弹，而且以色列不想卷入卡塔尔和埃及在中东调停问题上的竞争。
根据以色列中央统计局的数据，2012年，以色列对卡塔尔的出口达50.9万美元，主要是机械、电脑设备和医疗器械。2013年，从卡塔尔进口的商品总计35.3万美元，主要是塑料制品。
2018年12月，以色列允许卡塔尔向加沙工人支付1300万欧元，作为帮助加沙地区应对人道主义危机的六个月付款的一部分。

## 体育赛事
2008年2月，网球运动员沙哈尔·佩尔进入卡塔尔多哈公开赛第三轮，成为第一位参加阿拉伯半岛WTA巡回赛的以色列选手。后来，她在2012年再次参加了卡塔尔的比赛。
2014年，以色列游泳运动员参加了在多哈举行的2014年国际泳联世界游泳锦标赛(25米)。2016年，以色列沙滩排球组合Sean Faiga和Ariel Hilman参加了在多哈举行的国际排联卡塔尔公开赛。
2018年1月，以色列网球运动员杜蒂·塞拉参加了2018年卡塔尔埃克森美孚网球公开赛。今年2月，以色列青年手球队在卡塔尔参加了2018年世界学校手球锦标赛。今年10月，以色列体操运动员参加了第一次在中东举行的2018年世界艺术体操锦标赛。11月，以色列马术运动员丹尼尔·戈尔茨坦参加了在卡塔尔多哈举行的2018年全球冠军巡回赛。
2019年3月，以色列体操运动员亚历山大·沙蒂洛夫在2019年国际体操联合会艺术体操世界杯系列赛中赢得自由体操金牌后，以色列国歌在卡塔尔响起。2019年秋，以色列运动员参加了在卡塔尔多哈举行的2019年世界田径锦标赛。